# Lutera striata
Lutera striata är en skalbaggsart som beskrevs av Heller 1897. Lutera striata ingår i släktet Lutera och familjen Rutelidae. Inga underarter finns listade i Catalogue of Life.